# Rantajärvi (Övertorneå socken, Norrbotten)
Rantajärvi är en sjö i Övertorneå kommun i Norrbotten och ingår i Torneälvens huvudavrinningsområde. Sjön har en area på 1,77 kvadratkilometer och ligger 121 meter över havet. Sjön avvattnas av vattendraget Kuittasjoki (Jylhäjoki).

## Delavrinningsområde
Rantajärvi ingår i det delavrinningsområde (742287-184796) som SMHI kallar för Utloppet av Rantajärvi. Medelhöjden är 158 meter över havet och ytan är 11,75 kvadratkilometer. Räknas de 14 avrinningsområdena uppströms in blir den ackumulerade arean 156,71 kvadratkilometer. Kuittasjoki (Jylhäjoki) som avvattnar avrinningsområdet har biflödesordning 2, vilket innebär att vattnet flödar genom totalt 2 vattendrag innan det når havet efter 128 kilometer. Avrinningsområdet består mestadels av skog (61 procent). Avrinningsområdet har 1,82 kvadratkilometer vattenytor vilket ger det en sjöprocent på 15,5 procent.